# Ambasciatori austriaci in Svezia
L'ambasciatore austriaco in Svezia è il primo rappresentante diplomatico dell'Austria (già del Sacro Romano Impero, dell'Impero austriaco e dell'Impero austro-ungarico) in Svezia. Le relazioni diplomatiche tra i due paesi ebbero inizio nel 1682.

## Sacro Romano Impero
- 1682-1683: Michael Wenzel von Althann
- 1719-1728: Burkhard von Frydag
- 1728-1734: Christoph Theodor Antivari
- 1734-1737: Ferdinand Leopold von Herberstein
- 1737-1750: Christoph Theodor Antivari
- 1750-1761: Siegmund von Goëß
- 1761-1763: Christoph Theodor Antivari
- 1763-1764: Theodor von Christiani
- 1764-1769: Ludovico Barbiano di Belgiojoso
- 1769-1771: Benedikt de Caché
- 1771-1774: Anton von Widmann
- 1774-1775: Josef von Preindl
- 1775-1777: Josef von Kaunitz-Rietberg
- 1777-1778: Josef von Preindl
- 1778-1779: Johann Friedrich von Kageneck
- 1779-1785: Josef von Preindl
- 1785-1787: Johann von Mercier
- 1787-1789: Johann Philipp von Stadion
- 1789-1795: Carl Wilhelm von Ludolf
- 1795-1799: Franz von Swieteczky
- 1799-1804: Franz von Lodron-Laterano

## Impero austriaco
- 1805-1811: Karl Binder von Krieglstein
- 1811-1813: Adam Albert von Neipperg
- 1813-1815: Franz von Weiss
- 1815-1820: Adam von Ficquelmont
- 1820-1844: Eduard von Woyna
- 1844-1847: Valentin Esterházy
- 1847-1849: Friedrich von Thun und Hohenstein
- 1849-1850: Emmerich Széchényi
- 1850-1851: Albert von Crivelli
- 1851-1859: Ferdinand von Langenau
- 1859-1863: Ludwig von Paar
- 1863-1868: Ladislaus von Karnicki

## Impero austro-ungarico
- 1868-1872: Rudolf von Mülinen
- 1872-1874: Otto von Walterskirchen
- 1874-1879: Nikolaus von Pottenburg
- 1879-1894: Karl von Pfusterschmid-Hardtenstein
- 1894-1902: Josef Wodzicki von Granow
- 1902-1905: Otto zu Brandis
- 1905-1909: Albert Eperjesy von Szászváros und Tóti
- 1909-1912: Konstantin Dumba
- 1912-1918: Maximilian Hadik von Futak

## Repubblica austriaca
- 1924-1933: Carl Buchberger
- 1933-1938: Heinrich Sommaruga

1938-1945: interruzione delle relazioni diplomatiche. Diplomazia gestita dalla Germania
- 1947-1951: Paul Winterstein
- 1951-1955: Karl Zeileissen
- 1956-1965: Rudolf Krippl-Redlich-Redensbruck
- 1965–1967: Alois Marquet
- 1968–1969: Ernst Luegmayer
- 1970–1974: Karl Herbert Schober
- 1974–1979: Karl Fischer
- 1980–1985: Ferdinand Stolberg
- 1986–1989: Ingo Mussi
- 1990–1992: Otto Pleinert
- 1993–1997: Franz Parak
- 1998–2002: Nikolaus Scherk
- 2002–2005: Peter Pramberger
- 2005–2010: Stephan Toth
- 2010–2013: Ulrike Tilly
- 2013–2018: Arthur Winkler-Hermaden
- Dal 2018: Gudrun Graf